# Metanarrativa
Metanarrativa (também conhecida como grande narrativa; do francês: métarécit) é um termo literário e filosófico que significa simplificadamente a narrativa contida dentro ou além da própria narrativa. É um termo que tomou o centro dos debates ao final do século XX pelo filósofo francês Jean-François Lyotard (1924–1998), que considerava que se estabeleceria o fim das grandes narrativas. Um exemplo das grandes narrativas presentes nos discursos, segundo Lyotard, seriam o iluminismo, o idealismo e o marxismo. O prefixo meta- tem sentido de "além de"; "no meio de", "entre"; "atrás", "em seguida", "depois".

## A visão literária
Na prática textual, uma metanarrativa é todo o discurso que se vira para si mesmo, questionando a forma da produção da narrativa. A técnica de construção de uma metanarrativa obriga o autor a uma preocupação particular com os mecanismos da linguagem e da gramática do texto. No texto de Almeida Garrett abaixo, um exemplo de metanarrativa em Viagens na Minha Terra: Essas minhas interessantes viagens hão-de ser uma obra prima, erudita, brilhante, de pensamentos novos, uma coisa digna do século. Preciso de dizer ao leitor, para que ele esteja prevenido; não cuide que são quaisquer dessas rabiscaduras da moda que, com o título de Impressões de Viagem, ou outro que tal, fatigam as imprensas da Europa sem nenhum proveito da ciência e do adiantamento da espécie.(cap. II). 

## A visão filosófica
Na filosofia e na teoria da cultura, uma metanarrativa assume o sentido de uma grande narrativa, uma narrativa de nível superior capaz de explicar todo o conhecimento existente ou capaz de representar uma verdade absoluta sobre o universo. A Bíblia e o Alcorão são exemplos de metanarrativas universalmente conhecidas.
Toda a obra cultural e política vitoriana pode ser considerada uma metanarrativa, tal como Ulysses de James Joyce ou as teorias feministas. É esta crença nas totalidades e na capacidade de uma metanarrativa para congregar todo o conhecimento possível que levou Jean-François Lyotard a proposição da condição pós-moderna como uma reacção à confiança nesta utopia: “considera-se que o ‘pós-moderno’ é a incredulidade em relação às metanarrativas.

## Lyotard
No entender de Lyotard, o declínio das ideologias iluministas e marxistas na sociedade pós-industrial advém, assinala o autor, menos do desenvolvimento do capitalismo do que da ineficácia das mesmas no cenário contemporâneo. Considera o autor que a aspiração de um saber globalizante atrelado a um modelo único de discurso perde sua força frente a conjuntos de fragmentos de histórias variadas e muitas vezes contraditórias sobre um mesmo assunto. Estabelece-se assim a pluralidade de possibilidades de se entender os fenômenos históricos.
"Um exemplo de metanarrativa é a filosofia iluminista, que acreditava que a razão e seus produtos - o progresso científico e a tecnologia - levariam o homem à felicidade, emancipando a humanidade dos dogmas, mitos e superstições dos povos primitivos. O marxismo é outro exemplo de metanarrativa. Para os marxistas, a história era impulsionada pelo confronto entre duas classes contraditórias, a burguesia e o proletariado, que resultaria, ao fim da revolução do proletariado, numa sociedade sem classes, de plena liberdade e igualdade: o comunismo." (José Renato Salatiel)